# Ephesia dissimilis
Ephesia dissimilis là một loài bướm đêm trong họ Noctuidae.